# Pilocrocis tenebralis
Pilocrocis tenebralis là một loài bướm đêm trong họ Crambidae.